# Schweiz i olympiska vinterspelen 1976
Schweiz deltog i olympiska vinterspelen 1976. Schweiz trupp bestod av 59 idrottare, 52 män och 7 kvinnor.

## Medaljer

### Guld
- Alpin skidåkning
  - Storslalom: Bernhard Russi

### Silver
- Alpin skidåkning
  - Storslalom: Ernst Good
  - Störtlopp: Bernhard Russi

- Bob
  - Fyra manna: Erich Schärer, Ueli Bächli, Ruedi Marti, Sepp Benz

### Brons
- Bob
  - Två manna: Sepp Benz och Erich Schärer

## Trupp
- Alpin skidåkning
  - Heini Hemmi
  - Ernst Good
  - Bernhard Russi
  - René Berthod
  - Doris de Agostini
  - Peter Lüscher
  - Lise-Marie Morerod
  - Marie-Theres Nadig
  - Marlies Oberholzer
  - Engelhard Pargätzi
  - Philippe Roux
  - Walter Tresch
  - Bernadette Zurbriggen
- Backhoppning
  - Robert Mösching
  - Hans Schmid
  - Walter Steiner
  - Ernst von Grünigen
- Bob
  - Sepp Benz
  - Erich Schärer
  - Ueli Bächli
  - Ruedi Marti
  - Thomas Hagen
  - Karl Häseli
  - Fritz Lüdi
  - Rudolf Schmid
- Hastighetsåkning på skridskor
  - Franz Krienbühl
- Ishockey
  - Jürg Berger
  - Walter Dürst
  - Guy Dubois
  - Charles Henzen
  - Üli Hofmann
  - Renzo Holzer
  - André Jorns
  - Jakob Kölliker
  - Ernst Lüthi
  - Nando Mathieu
  - Georg Mattli
  - Andreas Meyer
  - Alfio Molina
  - Anton Neininger
  - Bernhard Neininger
  - Rolf Schiemer
  - Daniel Widmer
  - Aldo Zenhäusern
- Konståkning
  - Christian Künzle
  - Karin Künzle
  - Danielle Rieder
- Längdskidåkning
  - Venanz Egger
  - Heinz Gähler
  - Albert Giger
  - Eduard Hauser
  - Alfred Kälin
  - Hansüli Kreuzer
  - Christian Pfeuti
  - Franz Renggli
- Nordisk kombination
  - Karl Lustenberger
- Skidskytte
  - Christian Danuser
  - Albert Mächler
  - Hansruedi Süssli